# Ilse Härter
Ilse Härter, född 12 januari 1912 i Goch, död 28 december 2012 i Moyland, var en tysk evangelisk teolog. Hon blev tillsammans med Hannelotte Reiffen en av de två första kvinnorna i Tyskland att prästvigas 1943.

## Biografi
Härter växte upp på landet och tog examen från gymnasiet i Kleve 1931. Hon studerade därefter evangelisk teologi vid universiteten i Göttingen, Tübingen, Königsberg och Bonn. 1934 anslöt hon sig till Bekännelsekyrkan, som hävdade kyrkans oberoende från den nazistiska enpartistaten. Efter avslutade teologiska examina vikarierade hon 1939 i den evangeliska församlingen i Elberfeld i nuvarande Wuppertal, men vägrade erhålla den sedan 1920-talet befintliga reducerade form av prästvigning som erbjöds kvinnliga diakoner. Hon vägrade även svära eden till Adolf Hitler 1941, vilket ledde till att hon tvingades lämna sitt dåvarande vikariat i församlingen i Wannsee i Berlin. Hon blev därefter ställföreträdande kyrkoherde i Fehrbellin 1941 och i Ebersbach an der Fils 1942. 1943 prästvigdes hon av Kurt Scharf i dennes församlingskyrka i Sachsenhausen norr om Berlin, tillsammans med Hannelotte Reiffen. Dessa prästvigningar skedde utan officiell sanktion från Bekännelsekyrkans centrala organ, som 1942 avslagit ett förslag om att viga kvinnliga präster på lika villkor, men var under lång tid de enda prästvigningarna inom kyrkan där kvinnor erhållit samma uppgifter som manliga präster.
Efter andra världskriget återvände Härter till västra Tyskland och verkade inom Evangeliska kyrkan i Rhenlandet fram till pensioneringen 1972, som skolpräst i Leverkusen och Elberfeld. Hon arbetade särskilt inom försoningsarbete, ekumenik och feministisk teologi. Efter pensioneringen arbetade hon ideellt inom fredsrörelsen och författade flera historiska verk om de tidiga kvinnliga prästvikarierna inom Bekännelsekyrkan. Hon blev hedersdoktor vid Wuppertals teologiska högskola 2006.